# 서인도 연방
서인도 연방(西印度聯邦, 영어: West Indies Federation)은 1958년부터 1962년까지 약 5년이라는 짧은 기간 동안 카리브 제도의 여러 섬을 연방으로 묶어 존속하였던 영국의 해외 영토였다. 실질 수도는 트리니다드 토바고의 포트오브스페인이었다.
영국이 옛 카리브해 지역 식민지를 서인도 연방으로 묶어 출범시키려던 이유는, 캐나다 연방, 오스트레일리아 연방, 중앙아프리카연방과 마찬가지로 단일 연방국가로서의 독립을 추진코자 했기 때문이었다. 뿐만 아니라 카리브해의 민족주의자들도 서인도 연방의 결성을 내세웠던 것도 출범의 배경이 되었다. 그러나 독립국으로 나아가기도 채 전에 연방 내부로부터 통치 방향과 실권을 놓고 정치적 충돌이 빚어지면서 와해되기 시작했다. 결국 1962년 트리니다드 토바고와 자메이카가 독립하면서 연방은 사실상 해체 수순을 밟았으며 이후로 각 섬은 영국의 속령으로 존재하다가 각각 독립하기 시작, 1983년 세인트키츠 네비스가 독립함에 따라 서인도 연방은 완전히 소멸되었다.
서인도 연방 출신 중에서 앤티가 바부다, 바베이도스, 도미니카 공화국, 그레나다, 자메이카, 세인트키츠 네비스, 세인트루시아, 세인트빈센트 그레나딘, 트리니다드 토바고의 9개국이 주권국가로 독립하였고, 앵귈라, 몬트세랫, 케이맨 제도, 터크스 케이커스 제도는 영국의 해외 영토로 지금까지 남아 있다. 한편 이들 국가 외에 영국령 기아나, 영국령 온두라스는 참관국 지위로 연방에 참여하기도 했다.

## 지리
서인도 연방의 영역은 카리브해의 여러 도서 지역을 아울렀으며 그 목록은 다음과 같았다.
- 대안틸레스 제도 - 자메이카섬과 케이맨 제도, 터크스 케이커스 제도
- 소안틸레스 제도
  - 바베이도스, 윈드워드제도 동부
  - 리워드 제도 - 앤티가 바부다, 세인트크리스토퍼-네비스-앵귈라, 몬트세랫
  - 윈드워드 제도: 도미니카 연방, 세인트루시아, 세인트빈센트 그레나딘, 그레나다
  - 트리니다드 토바고

대다수 섬의 지형은 연안의 좁은 평지로 둘러쌓인 산악지대로 구성되어 있다. 단 앵귈라섬, 안티과, 바르부다섬, 케이맨 제도, 터크스 케이커스 제도의 경우에는 평탄한 지형이며, 트리니다드섬의 경우 북쪽에만 큰 산맥이 있고 중앙부에 작은 산지대가, 나머지는 평탄한 지대를 보인다. 서인도 연방의 주요 도시로는 킹스턴, 포트오브스페인, 차과라마스, 브리지타운, 스패니시타운, 몬테고베이, 산페르난도, 맨드빌, 캐스트리스, 로소, 세인트조지스, 킹스타운, 세인트존스, 바스테르가 있었다.
서인도 연방의 기후는 열대 기후이며 덥고 습한 날씨를 자랑하나, 큰 섬의 경우 내륙 기후는 온화한 편이다. 자메이카섬, 트리니다드섬 남부 해안가나 소안틸레스 제도의 동부 연안은 비그늘 지대에 해당되어 건조한 기후를 보였다. 이러한 지역의 경우 일년의 반은 건기, 반은 우기 (허리케인이 불어닥치는 시기)로 구분되었다. 연방 내 많은 섬들이 전통적인 허리케인 벨트 내에 속해 있었으나 트리니다드섬의 경우 영향권에서 벗어나기에 강풍과 홍수의 위험성은 없는 편이었다.
영국은 서인도 연방을 버뮤다 등 다른 속령과 함께 '카리브 북대서양 영토' (Caribbean and North Atlantic Territories) 지역으로 묶어 불렀다. 연방 최남단 트리니다드섬은 남아메리카 해안과 거의 면해 있지만, 서인도 연방이 속한 대륙은 어디까지나 북아메리카로 분류되었다.

## 인구
서인도 연방의 총인구는 300만~400만 명에 달했으며 이들 중 대다수가 서아프리카 흑인의 직계 후손이다. 소수민족으로는 인도에서 건너온 인도인 (동인도인), 유럽인, 중국인, 아랍인, 섬 원주민인 카리브족 등으로 구성됐다. 이와 더불어 각 민족간의 혼혈과 그 후손도 큰 비중을 차지하였으며, 대부분이 물라토였으나 아프리카-인도 혼혈, 유럽-인도 혼혈, 중국계 혼혈 인구도 극소수 존재했다. 종교의 경우 대다수가 개신교였으나 일부 가톨릭교 신자도 있었으며, 힌두교와 이슬람교 신자도 소수 존재하였는데 이들은 대부분 동인도인이었다.
서인도 연방은 사람이 사는 유인도 24개를 중심으로 220개~230여개의 부속섬과 바위섬으로 이뤄졌다. 인구가 가장 많은 섬은 자메이카섬으로 연방 내에서 최북서단에 위치하였다. 그 다음으로는 남동쪽 방면의 트리니다드섬이, 또 그 다음으로는 연방 최동단에 위치한 바베이도스섬이 인구가 많았다.

## 행정 구역
| 자메이카 앤티가 바부다 도미니카 연방 바베이도스 트리니다드 토바고 세인트루시아 세인트빈센트 그레나다 몬트세랫 케이맨 제도 (자메이카령) 터크스 케이커스 (자메이카령) 세인트크리스토퍼-네비스 -앵귈라 |

| 주기 | 주                             | 주도                | 인구        | 면적 (km2) |
| ---- | ------------------------------ | ------------------- | ----------- | ---------- |
|      | 앤티가 바부다                  | 세인트존스          | 57,000명    | 440        |
|      | 바베이도스                     | 브리지타운          | 234,000명   | 431        |
|      | 케이맨 제도 (자메이카주 소속)  | 조지타운            | 9,000명     | 264        |
|      | 도미니카 연방                  | 로소                | 61,000명    | 750        |
|      | 그레나다                       | 세인트조지스        | 91,000명    | 344        |
|      | 자메이카                       | 킹스턴              | 1,660,000명 | 10,991     |
|      | 몬트세랫                       | 플리머스            | 13,000명    | 102        |
|      | 세인트크리스토퍼-네비스-앵귈라 | 바스테르            | 55,600명    | 351        |
|      | 세인트루시아                   | 캐스트리스          | 95,000명    | 616        |
|      | 세인트빈센트 그레나딘          | 킹스타운            | 83,000      | 389        |
|      | 트리니다드 토바고              | 포트오브스페인      | 900,000명   | 5,131      |
|      | 터크스 케이커스(자메이카 소속) | 코크번타운          | 6,000명     | 430        |
|      | 서인도 연방                    | 차과라마스 (명목상) | 3,264,600명 | 20,239 km2 |

수도의 경우 명목상으로는 트리니다드 토바고의 차과라마스였으나, 해당 지역에 미군 기지가 있었던 관계로 실질 수도는 그로부터 몇 킬로미터 떨어진 위치에 있는 포트오브스페인이 되었다. 연방 수도를 결정할 당시 원래 자메이카, 바베이도스, 트리니다드 토바고의 총 3개주에서 후보로 이름을 올렸다.
수도 선정이 처음 논의될 당시에는 작은 섬의 도시를 수도로 삼아야 큰 섬에 치우치지 않고 중립을 지킬 수 있고, 가난한 지역에 대해서도 더 신경 쓸 수 있다는 주장이 대두되었다. 이에 따라 그레나다가 연방 수도로 결정되었으나 일부 주의 반발로 무산되었고, 런던 회의에서는 연방 수도 후보군에 작은 섬은 아예 논외로 하자는 결론이 내려졌다.

### 미가입국
예로부터 서인도 제도에 속하던 영국 식민지 가운데서도 서인도 연방에 가입하지 않은 경우가 있다. 바하마와 버뮤다는 미래를 생각한다면 북아메리카 국가들과의 협력 강화가 우선이라고 보아 가입하지 않았고, 영국령 버진아일랜드도 미국령 버진아일랜드와의 추후 연대를 생각해 합류하지 않았다. 영국령 온두라스는 과테말라와의 영토 분쟁에 휘말려 있었고, 유사시 서인도 연방의 군사력으로는 힘에 부친다고 판단했기에, 영국 본국과의 군사적 협조를 얻어내는 쪽을 택했다. 영국령 기아나는 아예 1950년대부터 영국에게서 자주독립을 쟁취하기 위해 정치적, 물리적 투쟁을 이어나가고 있었기에 가입을 고려하지 않았다. 여기에 연맹 측도 냉전이 한창이던 시기에 영국령 기아나에서 사회주의 성향의 정당 창당이 이뤄진 것도 고려하지 않을 수 없었고, 그러한 문제가 해결되고 나서 연맹에 가입하기를 희망하였다.
연방에 가입하지 않은 국가 가운데 영국령 온두라스와 영국령 기아나는 참관국으로서 연방에 다소간 참여하는 모습을 보였다. 바하마는 1960년 서인도 연맹 대회에 참가하였으며 훗날 바하마 총리가 되는 페리 크리스티가 선수로 출전하기도 했다. 영국령 기아나는 가이아나로 독립한 뒤 1971년 카리브 연방 결성이 느슨하게 논의될 당시 관심을 표명하기도 했다.

## 역사

### 결성

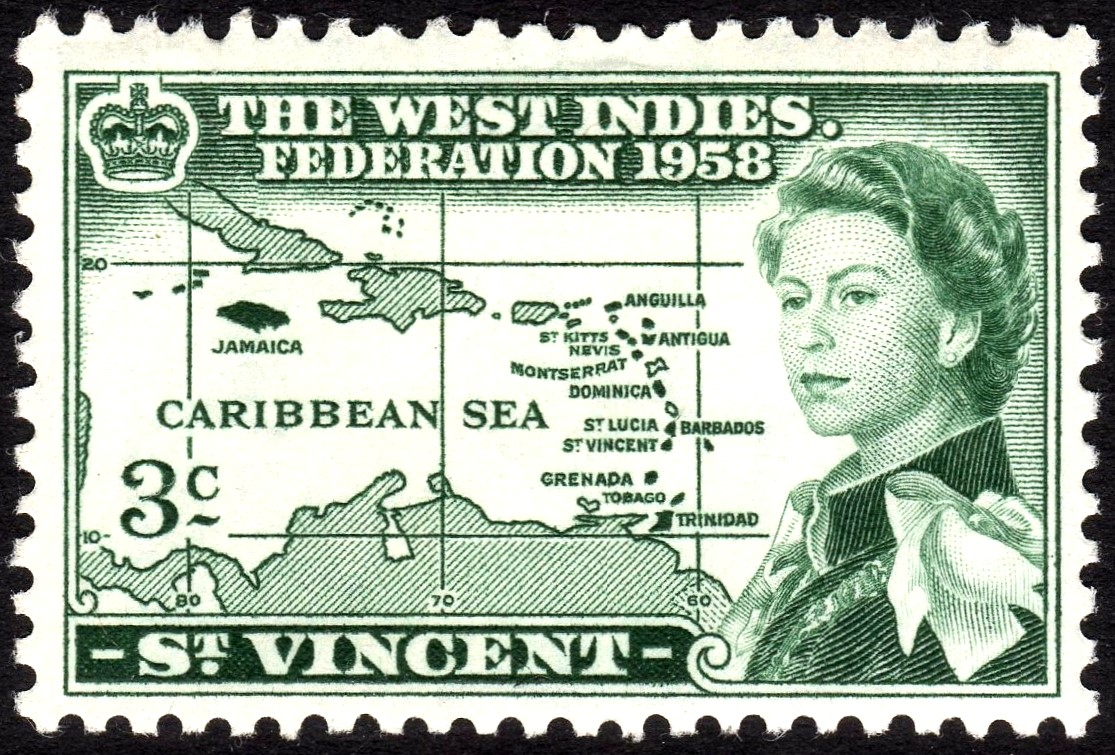
1958년 서인도 연방의 수립을 기념하는 세인트빈센트 그레나딘의 우표

서인도 연방은 자치 식민지 10개 주로 구성된 연방국가였으며, 소속 주는 전부 영국의 식민지였다. 영국이 영국령 서인도 제도의 대부분 지역을 모태로 형성한 연방이었으며, 머지않아 연방 그 자체로 독립국이 된다면, 연방 내 각각의 식민지에서 터져나왔던 독립요구를 충족시키리라 믿었다. 그러나 연방 내에서도 각각의 식민지 간에 정치적 분열이 지속되었고, 결국 연방은 주권을 획득하지 못한 채 역사 속으로 사라지게 되었다.
서인도 연방의 수립 근거는 영국 의회에서 제정한 '1956년 영국령 카리브 연방법'을 토대로 하였으며, 1957년 추밀원칙령이 발효되는 1958년 1월 3일을 기하여 연방이 출범하게 되었다. 연방의 국가원수는 당시 다른 영국 식민지와 마찬가지로 엘리자베스 2세 여왕이었으며, 연방의 행정, 국방, 재정 문제에 관한 입법권한은 영국 국왕에게 돌아갔다. 여왕의 대리인이자 실질 국가원수로는 패트릭 뷰컨헵번 공작이 총독으로서 권한을 수행했다. 이 때 총독의 명칭은 'governor'가 아닌 'governor-general'이었는데 이는 캐나다의 총독, 오스트레일리아의 총독과 동일한 표기로서, 서인도 연방이 이들 국가처럼 독립국으로 발전해 나갈 것을 전망하였거나, 연방제를 채택한 것을 반영했으리라는 분석이다. 서인도 연방의 총독은 연방에서 통과시킨 법안에 거부권을 행사할 수 있는 영국 정부의 전권도 위임받았다.
입법부로는 서인도 연방 의회가 있었으며 임명제인 상원과 직접선출제인 하원의 양원제를 채택하였다. 상원은 의원 19인으로 구성되며 각 주정부와의 협의를 거쳐 총독이 임명하였다. 몬트세랫 1인을 제외한 모든 주가 의원 2인으로 대표되었다. 하원은 의원 45인으로 구성되며, 자메이카 17석, 트리니다드 토바고 10석, 바베이도스 5석, 몬트세랫 1석, 그외 2석씩 배분되었다.
행정부는 내각이 아닌 국무원의 형태였으며 총독이 행정수반을 맡고 의회에서 선출된 총리와 그외 국무위원 10인으로 구성됐다. 서인도 연방 정부는 독자적인 수입을 가지지 못했고 다만 연방에 대한 의무 지원금에 의존하였다. 타국과의 관세동맹, 자유무역, 자유이주 관련 협정도 수립하지 않았다.

### 선거와 정부 수립

1958년 연방선거 결과도. WIFLP (붉은색)가 최다 지역에서 승리하였으나, 최다 의석수를 자랑하는 지역에서는 DLP (푸른색)이 앞서나갔다. 케이맨 제도와 터크스 케이커스 제도는 자메이카의 일부로서 함께 선거가 치러졌다.

1958년 초대 연방 선거를 앞두고 지역정당의 합당 형식으로 전국정당 두 개가 창당되었다. 하나는 서인도 연방 노동당 (WIFLP)로 노먼 맨리가 대표였으며, 다른 하나는 민주노동당 (DLP)으로 알렉산더 버스터먼트가 대표로 있었다. 두 대표 모두 자메이카 출신이었다. 서인도 연방 노동당은 도시 기반 정당으로 구성되었고, 민주노동당은 농촌 중심 정당이었다. 1957년에는 제3의 군소정당이었던 연방민주당 (FDP)가 창당되었다. 트리니다드 토바고 출신 정치인들이 중심이었으나 선거에서는 아무런 의석도 얻지 못했다.
두 정당의 강령은 여러 가지 면에서 비슷했다. 서인도 연방과 문화적, 경제적으로 밀접한 관계를 이루고 있는 영국, 미국, 캐나다와의 연대 유지 및 강화를 재확인했고, 관광업을 촉진 및 확대하며, 영국령 기아나와 영국령 온두라스를 연방에 가입시켜 대출과 재정지원, 기술지원을 받도록 노력할 것을 내세우고 있었다. 차이점도 있었다. 연방노동당은 농업 진흥을 추구한 반면 민주노동당은 민간 산업과 노동, 인적 자원과 경제적 자원 개발에 유리한 환경을 구축할 것을 약속했다. 추가 가입국에 대해서도 연방노동당은 바하마까지 가입시킬 것을 추진하였으나 민주노동당의 강령에서는 빠졌다. 연방노동당은 중앙은행을 설립하여 신용자원을 확대하고 민주사회주의 사회 건설과 전 영토에 대한 완전한 자치정부 수립을 내세우고, 이주의 자유 문제와 관세동맹 문제에 대해서는 피하는 모습을 보인 반면, 민주노동당은 완전 자치정부 수립에 대해서는 언급이 없고 사회주의는 반대하였으며 대출과 기술지원을 통해 높은 과세를 피하고 서인도의 단결, 신앙과 언론의 자유, 관세동맹 추진을 내세웠다.
1958년 3월 25일 연방선거가 실시되었다. 선거 결과는 26석을 차지한 서인도 연방 노동당의 승리로 마무리되었다. 민주노동당은 19석을 확보하였다. 연방노동당의 의석은 대부분 작은 섬에서의 승리로 확보하였으며, 민주노동당은 자메이카 11석, 트리니다드 토바고 6석 등 큰 섬에서 우위를 점하였다. 상원의원 임명 과정에서 뷰컨햅번 총독은 세인트빈센트 주정부만 민주노동당이 집권하고 나머지 섬은 서인도연방 노동당이 차지하였기에 상원도 서인도연방 노동당이 지나치게 많은 의석수를 차지할 것을 우려하였다. 자메이카와 트리니다드 토바고 주정부의 민주노동당 인사와 접촉한 결과, 두 섬에서 민주노동당 상원의원 1인씩 선출하는 것으로 결론이 내려졌다. 논란 속에 상원은 서인도 연방 노동당 15석, 민주노동당 4석의 구성이 되었다.
이후 서인도 연방 노동당 신임대표 선거가 치러졌는데 바베이도스 출신의 그랜틀리 애덤스 경이 당선, 초대 서인도 연방 총리가 되었다. 애덤스 경의 당선은 곧 서인도 연방이 직면하게 될 문제를 예고하는 셈이었는데, 기존에는 자메이카의 대표 정치인인 노먼 맨리가 대표에 당선될 것으로 예측이 되었고 그 다음으로는 트리니다드 토바고를 대표하는 에릭 윌리엄스 박사가 후보로 점쳐졌다. 그러나 두 사람 모두 이번 연방선거 출마를 포기하고 각 지역 내 권력기반을 다지는 데 집중하겠다는 판단을 내렸다. 이는 곧 연방 내에서도 제일 중요한 두 섬의 대표 정치인이, 서인도 연방의 향로가 불투명하다고 보았다는 의미였다. 민주노동당의 창당을 주도한 자메이카 출신의 알렉산더 버스터먼트도 연방선거 출마를 포기하고 당대표직을 트리니다드 토바고 출신의 애시포드 사이너넌에게 넘겼다. 연방정부 내 주요 직책에 연방을 주도하는 자메이카의 대표 정치인이 빠진다는 것은 곧 연방의 결속력이 약화된다는 뜻이기도 했다.
연방선거로 출범한 국무원과 그 국무위원은 다음과 같다.
- 총리: 그랜틀리 애덤스 경 (바베이도스)
- 부총리 겸 무역산업장관: 칼 라 코비니어 (세인트루시아)
- 재무장관: 로버트 브래드쇼 (세인트키츠 네비스)
- 통신사업장관: 윌프레드 앤드류 로즈 (트리니다드 토바고)
- 천연자원 농업장관: 프랭크 리케츠 (자메이카)
- 노동사회장관: 필리스 바이엄 션드 올프리 (도미니카)
- 무임소 장관: 노벨 리처드 (앤티가), 빅토르 보건 (바베이도스), 앨런 바이필드 (자메이카), 제임스 리버드 (세인트키츠 네비스), 제임스 루크 찰스 (세인트루시아)

## 같이 보기
- 카리브 공동체
- 서인도 제도